# سعد الدين خرما
سعد الدين عبد الرحمن خرما (وُلد في عام 1954 في غزة – تُوفي في 15 يونيو 2014 في الخط الأخضر) هو مهندس كهربائي وسياسي فلسطيني.

## حياته
كان مديرًا عامًا لسُلطة الطاقة الفلسطينية، ونقيبًا لنقابة المهندسين الفلسطينيين في قطاع غزة لعدة دورات. كُلف للقيام بأعمال رئيس بلدية غزة في عام 2002 وحتى عام 2005.
كان عضوًا في المجلس الوطني الفلسطيني في الفترة 1994–2014.
في 16 يناير 2004، شكل الرئيس الفلسطيني ياسر عرفات مجلس أمناء جامعة الأزهر في غزة وعينه عضوًا فيه.
عُين وزيرًا للنقل والمواصلات في 24 فبراير 2005 ضمن حكومة أحمد قريع الثالثة واستمر بالمنصب حتى 27 مارس 2006.